# Biologische Station Hiddensee

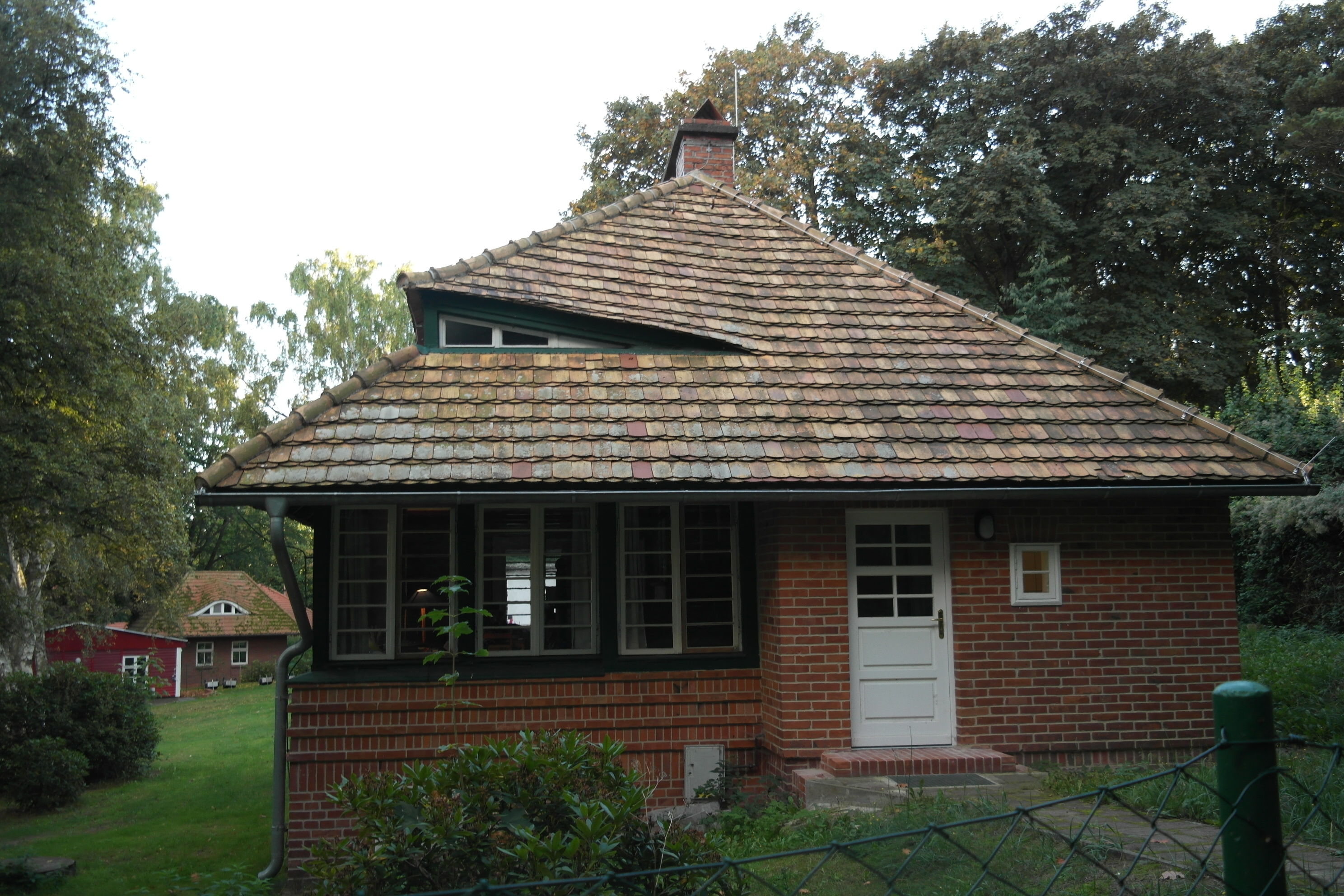
Denkmalgeschütztes Doktorandenhaus der Biologischen Station

Die Biologische Station Hiddensee ist eine Außenstelle der Universität Greifswald an der Westküste der Insel Hiddensee im Ortsteil Kloster. Sie wird von Irmgard Blindow geleitet.
Die Biologische Station Hiddensee ging ebenso wie die Vogelwarte Hiddensee aus der „Biologischen Forschungsanstalt Hiddensee“ hervor, die 1930 als eine der ersten ökologischen Forschungseinrichtungen Deutschlands gegründet worden war. Heute wird die Biologische Station als Forschungs-, Kurs-, Exkursions- und Workshopzentrum durch Forscher und Studenten aus dem In- und Ausland genutzt. Neben verschiedenen Bungalows befinden sich auch feste Häuser auf dem Gelände. Zu diesen Häusern gehört das denkmalgeschützte, 1924 von Max Taut entworfene sogenannte Doktorandenhaus.
Im Jahr 2011 begannen ausgiebige Erneuerungsmaßnahmen vor allem der Unterbringungsmöglichkeiten.

## Forschung
Seit 1930 wird auf Hiddensee biologische Forschung betrieben. Forschungsgebiete sind heute unter anderem die Gewässerökologie und die Flora und Fauna der Insel. Die im Nationalpark Vorpommersche Boddenlandschaft gelegene Insel Hiddensee ist für Biologen vor allem durch ihre wenig durch Menschen veränderte Pflanzen- und Tierwelt von Bedeutung.

## Anreise
Die Biologische Station befindet sich an der Westküste des Ortes Kloster, während der Hafen Kloster an der Ostküste des Ortes liegt. Im Ort Kloster ist die Biologische Station zu Fuß erreichbar. 
In den Wintermonaten ist der Ort Kloster auf Hiddensee nur per Fähre von Schaprode auf Rügen erreichbar. In den Sommermonaten verkehrt zusätzlich eine Fähre von Stralsund nach Hiddensee.